# Zinder
Zinder er en by i det sydlige Niger, der med et indbyggertal (pr. 2002) på cirka 170.000 er landets næststørste by. Byen er hovedby i regionen Zinder.